# إتش. ر. بيرسي
إتش. ر. بيرسي (بالإنجليزية: H. R. Percy)‏ (1920 في المملكة المتحدة - 1997)؛ روائي كندي.